# Puchar Zdobywców Pucharów (1981/1982)
XXII Puchar Europy Zdobywców Pucharów 1981/1982

(ang. European Cup Winners’ Cup)

## 1/32 finału
| Politehnica Timișoara – Lokomotive Lipsk 2:0 i 0:5 1 19.08 1981 1:0 Anghel 21, 2:0 Nedelcu 28 2 26.08 1981 0:1 Baum 22, 0:2 Moldt 34, 0:3 Zötzsche 61, 0:4 Kurni 89, 0:5 Kurni 90 |

## 1/16 finału
| FC Barcelona – Trakija Płowdiw 4:1 i 0:1 1 16.09 1981 1:0 Quini 25, 2:0 Simonsen 27, 3:0 Schuster 37, 4:0 Simonsen 77, 4:1 Sławkow 82 2 30.09 1981 0:1 Sławkow 41 |
| Dukla Praga – Rangers 3:0 i 1:2 1 16.09 1981 1:0 Rada 4, 2:0 Stambachr 33, 3:0 Nehoda 71 2 30.09 1981 1:0 Stambachr 24, 1:1 Brett 43, 1:2 MacDonald 44 |
| Jeunesse Esch – Velež Mostar 1:1 i 1:6 1 15.09 1981 1:0 Scheitler 73, 1:1 Mulahasanović 88 2 30.09 1981 0:1 Okuka 28, 0:2 Matijević 35, 0:3 Okuka 37, 0:4 Skočajić 46, 0:5 Bajević 67, 1:5 Scheitler 81, 1:6 Matijević 86                                                                                |
| Swansea Town – Lokomotive Lipsk 0:1 i 1:2 1 16.09 1981 0:1 Kinne 69 2 30.09 1981 0:1 Kinne 14, 0:2 Moldt 22, 1:2 Charles 79 |
| Eintracht Frankfurt – PAOK FC 2:0 i 0:2, karne 5:4 1 16.09 1981 1:0 Pezzey 12, 2:0 Körbel 78 2 30.09 1981 0:1 Kostikos 37, 0:2 Kostikos 63 |
| SKA Rostów – MKE Ankaragücü 3:0 i 2:0 1 16.09 1981 1:0 Zawarow 41, 2:0 Zawarow 56, 3:0 Andrejew 80 2 30.09 1981 1:0 Andrejew 67, 2:0 Worobiew 71 |
| Knattspyrnufélagið Fram – Dundalk F.C. 2:1 i 0:4 1 16.09 1981 0:1 Fairclough 35, 1:1 Torfasson 65, 2:1 Steinsson 82 2 30.09 1981 0:1 Flanagan 4, 0:2 Fairclough 23, 0:3 Lawler 49, 0:4 Duff 62 |
| AFC Ajax – Tottenham Hotspur 1:3 i 0:3 1 16.09 1981 0:1 Falco 19, 0:2 Villa 34, 0:3 Villa 67, 1:3 Lerby 68 2 30.09 1981 0:1 Goldwin 69, 0:2 Falco 76, 0:3 Ardiles 81 |
| Dinamo Tbilisi – Grazer AK 2:0 i 2:2 1 16.09 1981 1:0 Żwanija 42. 2:0 Szengelija 72k 2 30.09 1981 1:0 Szengelija 40, 2:0 Szengelija 63k, 2:1 Riedl 64, 2:2 Schwicker 76 |
| Kotkan Työväen Palloilijat – SEC Bastia 0:0 i 0:5 1 16.09 1981 2 30.09 1981 0:1 Cazes 23, 0:2 Ihily 30, 0:3 Ponte 49, 0:4 Ihily 51, 0:5 Milla 87 |
| Lausanne Sports – Kalmar FF 2:1 i 2:3 1 16.09 1981 1:0 Parietti 7, 1:1 B.Magnusson 35, 2:1 Kok 82 2 30.09 1981 0:1 Persson 10, 1:1 Parietti 15, 1:2 Olsson 35, 1:3 Ryf 42s, 2:3 Kok 62 |
| Vålerenga Fotball – Legia Warszawa 2:2 i 1:4 1 16.09 1981 1:0 Jacobsen 35, 1:1 Majewski 43, 1:2 Okoński 61, 2:2 Jacobsen 70 2 30.09 1981 0:1 Baran 1, 0:2 Adamczyk 6, 0:3 Topolski 36, 1:3 Moen 38, 1:4 Miłoszewicz 90                                                                                   |
| Vejle BK – FC Porto 2:1 i 0:3 1 16.09 1981 1:0 Andersen 24, 1:1 Romeu 26, 2:1 Eg 41k 2 01.10 1981 0:1 Jaime 47, 0:2 Jaime 49, 0:3 Sousa 65 |
| Ballymena United – AS Roma 0:2 i 0:4 1 16.09 1981 0:1 Chierico 63, Chierico 88 2 30.09 1981 0:1 Spinosi 27, 0:2 Pruzzo 43, 0:3 Pruzzo 50, 0:4 Giovanelli 55 |
| Enosis Neon Paralimni – Vasas SC 1:0 i 0:8 1 16.09 1981 1:0 Goumenos 57 2 30.09 1981 0:1 Varadi 33, 0:2 Kiss 60, 0:3 Sebegyinszky 61, 0:4 Izso 63, 0:5 Varadi 70k, 0:6 Kiss 81, 0:7 Izso 81, 0:8 Varadi 84k                                                                                              |
| Floriana FC – Standard Liège 1:3 i 0:9 1 16.09 1981 0:1 Meeuws 23, 0:2 Voordeckers 26, 0:3 Vandersmissen 30, 1:3 Aguilina 36 2 01.10 1981 0:1 Voordeckers 12, 0:2 Voordeckers 29, 0:3 Vandersmissen 32, 0:4 Plessers 42, 0:5 Voordeckers 57, 0:6 Plessers 60, 0:7 Tahamata 65k, 0:8 Haan 88, 0:9 Graf 89 |

## 1/8 finału
| Dukla Praga – FC Barcelona 1:0 i 0:4 1 21.10 1981 1:0 Kozak 14 2 04.11 1981 0:1 Moran 3, 0:2 Sánchez 10, 0:3 Alexanko 39, 0:4 Schuster 83                            |
| Lokomotive Lipsk – Velež Mostar 1:1 i 1:1 (dog), karne 3:0 1 21.10 1981 1:0 Zötzsche 31k, 1:1 Vukoje 47 2 04.11 1981 0:1 Bajević 22, 1:1 Zötzsche 72k                |
| SKA Rostów – Eintracht Frankfurt 1:0 i 0:2 1 21.10 1981 1:0 Jaszin 30 2 04.11 1981 0:1 Pezzey 3, 0:2 Lorant 39k                                                      |
| Dundalk F.C. – Tottenham Hotspur 1:1 i 0:1 1 21.10 1981 0:1 Crooks 63, 1:1 Fairclough 82 2 04.11 1981 0:1 Crooks 63                                                  |
| SEC Bastia – Dinamo Tbilisi 1:1 i 1:3 1 21.10 1981 0:1 Gucajew 36, 1:1 Milla 63 2 04.11 1981 0:1 Szengelija 15, 0:2 Sułakwelidze 60, 0:3 Szengelija 74, 1:3 Milla 90 |
| Legia Warszawa – Lausanne Sports 2:1 i 1:1 1 21.10 1981 1:0 Adamczyk 8, 1:1 Kok 22, 2:1 Baran 32 2 04.11 1981 1:0 Baran 48, 1:1 Ley-Raveilo 85                       |
| FC Porto – AS Roma 2:0 i 0:0 1 21.10 1981 1:0 Walsh 41, 2:0 Costa 46 2 04.11 1981                                                                                    |
| Vasas SC – Standard Liège 0:2 i 1:2 1 21.10 1981 0:1 Tahamata 51, Tahamata 59 2 04.11 1981 0:1 Voordeckers 10, 1:1 Hires 67, 1:2 Voordeckers 84                      |

## 1/4 finału
| Lokomotive Lipsk – FC Barcelona 0:3 i 2:1 1 03.03 1982 0:1 Quini 56, 0:2 Moran 85, 0:3 Simonsen 90 2 17.03 1982 0:1 Moran 15, 1:1 Kühn 41, 2:1 Bornschein 48          |
| Tottenham Hotspur – Eintracht Frankfurt 2:0 i 1:2 1 03.03 1982 1:0 Miller 58, 2:0 Hazard 80 2 17.03 1982 0:1 Horchers 2, 0:2 Cha 15, 1:2 Hoddle 80                    |
| Legia Warszawa – Dinamo Tbilisi 0:1 i 0:1 1 03.03 1982 0:1 Sułakwelidze 9 2 17.03 1982 0:1 Szengelija 30                                                              |
| Standard Liège – FC Porto 2:0 i 2:2 1 03.03 1982 1:0 Engelbert 30, 2:0 Gabriel 67s 2 17.03 1982 1:0 Lecloux 45, 1:1 Jacques 58, 2:1 Vandersmissen 68, 2:2 Jaime II 71 |

## 1/2 finału
| Tottenham Hotspur – FC Barcelona 1:1 i 0:1 1 07.04 1982 0:1 Olmo 60, 1:1 Roberts 84 2 21.04 1982 0:1 Simonsen 46 |
| Dinamo Tbilisi – Standard Liège 0:1 i 0:1 1 07.04 1982 0:1 Daerden 41 2 21.04 1982 0:1 Daerden 22                |

## Finał
| 12 maja 1982 Barcelona Camp Nou (85 000) FC Barcelona – Standard Liège 2:1 (1:1) Sędzia: Walter Eschweiler (Niemcy) Bramki: 0:1 Guy Vandersmissen 8, 1:1 Allan Simonsen 45, 2:1 Quini 63 Żółte kartki: Migueli / Benny Wendt, Walter Meeuws, Arie Haan Czerwone kartki: – / Walter Meeuws 88 Futbol Club Barcelona (trener Udo Lattek): Javier Urruticoechea „Urruti” – José Alexanko, Gerardo Miranda „Gerardo”, Miguel Bernardo „Migueli”, José Toral „Manolo” – José Sánchez, Esteban Vigo, Josep Moratalla – Allan Simonsen, Enrique Castro González „Quini”, José Carrasco Royal Standard de Liège (trener Raymond Goethals): Michel Preud’homme – Walter Meeuws, Eric Gerets, Theo Poel, Gerard Plessers – Guy Vandersmissen, Jos Daerden, Arie Haan, René Botteron – Simon Tahamata, Benny Wendt |